# 드미트리 키리첸코
드미트리 키리첸코(러시아어: Дмитрий Серге́евич Кириченко, Dmitri Sergeyevich Kirichenko, 1977년 1월 17일, 러시아 SFSR 노보알렉산드로프스크 ~ )는 러시아의 은퇴한 축구 선수이자, 포지션은 스트라이커였다. 키리첸코는 지난 유로 2004 대회에서 그리스를 상대로 전반 2분만에 득점을 기록했으며, 이는 유로 대회 역사상 최단 시간 득점으로 기록됐다.

## 수상
CSKA 모스크바
- 러시아 프리미어리그 : 2003
- 러시아 프리미어리그 준우승 : 2002, 2004
- 러시아 컵 : 2001-02
- 러시아 슈퍼컵 : 2004
- 러시아 슈퍼컵 준우승 : 2003

개인
- 러시아 프리미어리그 득점왕 : 2002, 2005
- UEFA 유로 2004 맨 오브 더 매치 : 러시아 vs 그리스 조별리그